# Artamus
Artamus là một chi chim trong họ Artamidae.

## Hình ảnh

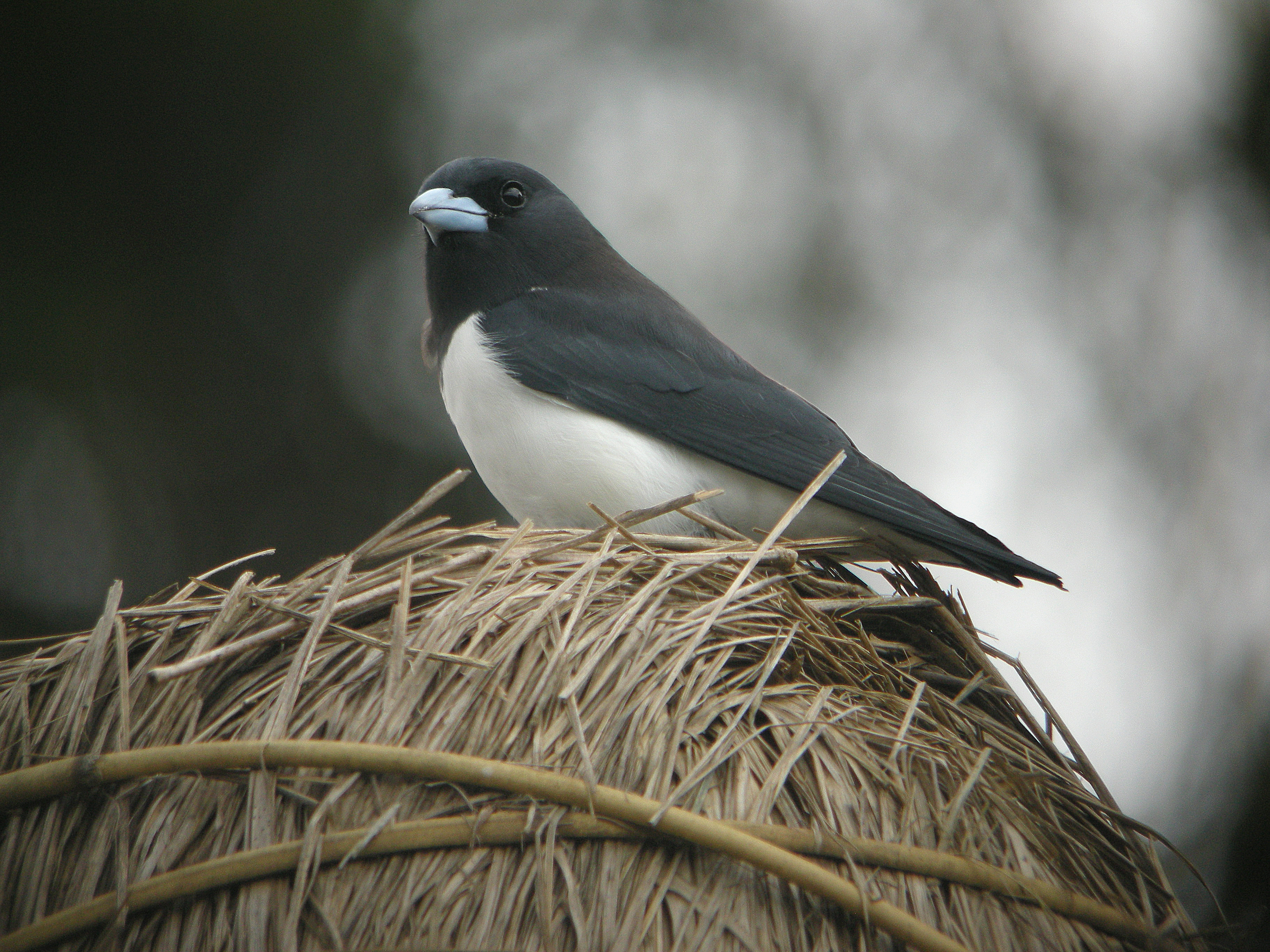
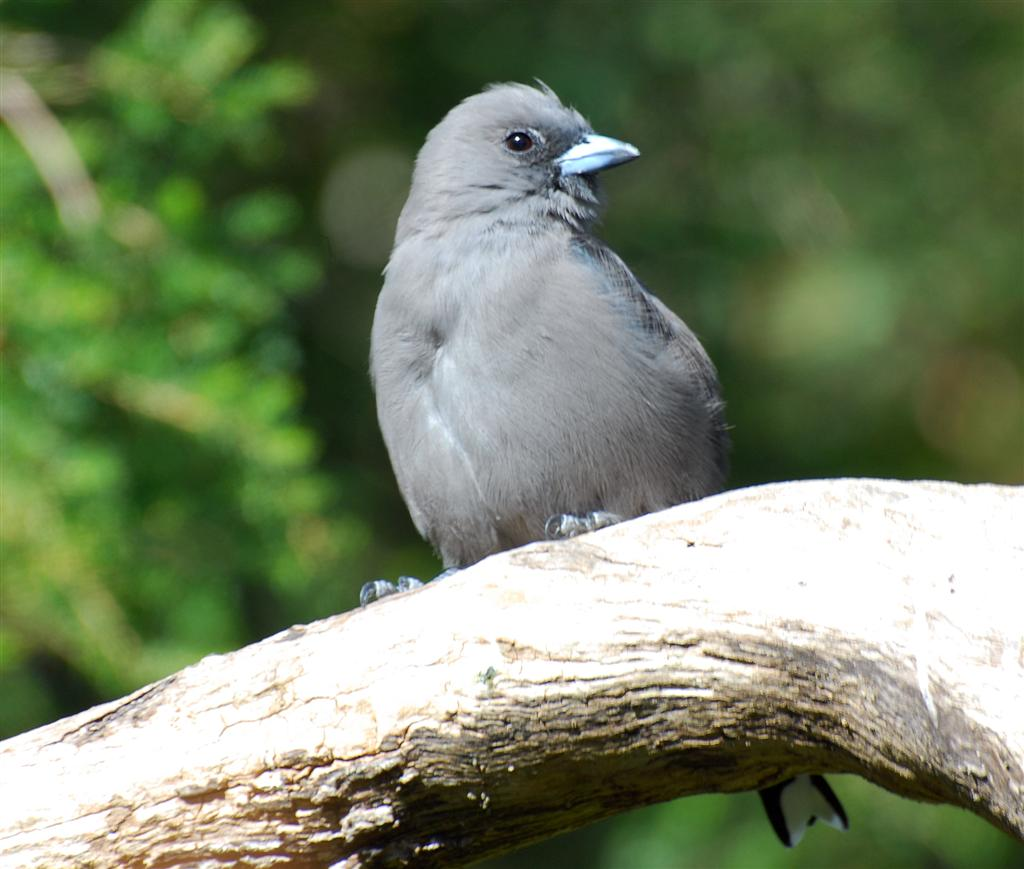
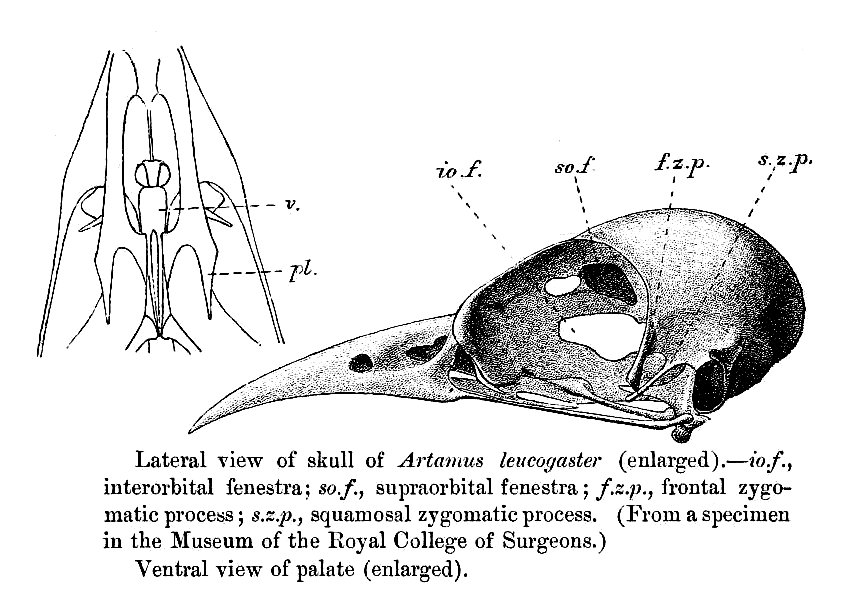

## Các loài
- Artamus cinereus
- Artamus cyanopterus
- Artamus fuscus
- Artamus insignis
- Artamus leucorhynchus
- Artamus maximus
- Artamus mentalis
- Artamus minor
- Artamus monachus
- Artamus personatus
- Artamus superciliosus